# Antonio Panizzi
Pour les articles homonymes, voir Panizzi.

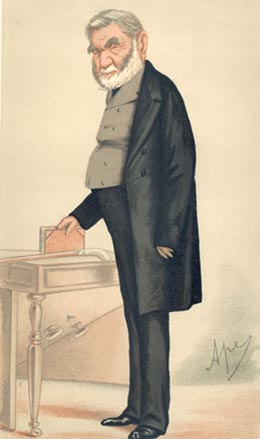
Antonio Panizzi (caricature parue en 1874 dans Vanity Fair)

Antonio Genesio Maria Panizzi, plus connu dans les pays anglo-saxons sous le nom d’Anthony Panizzi, est un bibliothécaire britannique d’origine italienne, né le 16 septembre 1797 et mort le 8 avril 1879.

## L'étudiant politisé
Il naît à Brescello, petite ville du duché de Modène. Après des études à l’Université de Parme, il devient avocat et s’engage surtout dans l’action politique, ce qui lui vaut de devoir fuir Modène. Il rejoint d’abord Lugano, où il fait paraître un pamphlet I Processi di Rubiera, qui dénonce les viols de procédures, les illégalités et l’injustice du gouvernement dans sa lutte contre les opposants. Expulsé de Suisse, il gagne l’Angleterre en 1823. Il s’y fait vite des relations et obtient ainsi d’être nommé professeur d’italien au University College de Londres puis assistant bibliothécaire au département des imprimés de la bibliothèque du British Museum (1831-1837). Il prend la nationalité britannique en 1832 et tout en travaillant à des éditions des poètes italiens Boiardo et l’Arioste, il rédige le catalogue de la bibliothèque de la Royal Society.

## Le bibliothécaire
Les problèmes auxquels est confronté le British Museum conduit à la création d’une commission parlementaire en 1835-1836. Panizzi y contribue très largement et devient en 1837 directeur des imprimés. Il s’assigne des missions ambitieuses : faire venir les collections de la Montagu House au nouveau bâtiment du British Museum, réorganiser la salle de lecture, établir de nouvelles règles de catalogage et entreprendre de cataloguer l’ensemble du fonds. Cela prend évidemment beaucoup de temps : le premier volume du catalogue ne paraît qu’en 1841. Ce catalogue se fonde sur les Quatre-vingt-onze règles de catalogage (Ninety-One Cataloguing Rules) qu’il invente alors avec ses assistants. Ces règles servent de base à toutes les normes de catalogage des XIXe et XXe siècles ; les idées émises sont encore prises en compte lors de la définition des normes actuelles telles que l’ISBD ou le schéma de métadonnées Dublin Core.
Cependant, la rédaction du catalogue se poursuite très lentement. On conteste même qu’un étranger puisse se trouver à ce poste. Il parvient néanmoins à venir à bout de ses ennemis grâce à un excellent réseau social et surtout à ses efforts au sein de la bibliothèque, couronnés de résultats. En 1845, il remet un rapport qui pointe les déficiences de la bibliothèque en littérature générale et obtient une augmentation substantielle des crédits. Bien que simple directeur de département, il s’impose ainsi comme un homme incontournable. Il obtient que son ami Thomas Grenville (1755-1846) lègue son extraordinaire collection à la bibliothèque et, lorsqu'une commission doit faire un rapport sur l’état général du British Museum, Panizzi se trouve au centre de la procédure (1847-1849). Enfin, conscient que le manque de place est un obstacle à l’acquisition de nouveaux ouvrages, il réfléchit à la construction d’un nouveau bâtiment, qui prendrait place au centre de la cour intérieur du musée. Panizzi dessine lui-même cet audacieux projet (1852) et en suit la réalisation par Sydney Smirke. La nouvelle salle de lecture circulaire ouvre en 1857. Panizzi est alors depuis un an directeur de la bibliothèque (mars 1856). Il prend sa retraite en juillet 1866 et est anobli en 1869.

## Le patriote
En plus d’être un grand administrateur et bibliothécaire, Antonio Panizzi est un important patriote italien, à une époque où se fait l’unité de la péninsule. Ami de nombreux libéraux anglais, en particulier Lord Palmerston ou Gladstone, il peut ainsi se faire le porte-parole des patriotes italiens auprès du gouvernement britannique en 1848, et encore en 1859, quand le royaume de Naples est intégré à celui d’Italie. Il accueille ses compatriotes exilés et affrète même un bateau pour tenter de libérer des Napolitains prisonniers d’État. Par reconnaissance, on lui propose une place au Sénat et le ministère italien de l’instruction publique, mais il refuse ces propositions. Une partie de la correspondance entre Panizzi et les patriotes italiens a été publiée.
Panizzi aura donc joué un rôle à la fois politique et intellectuel de premier plan, ce dont témoignent des amitiés aussi diverses que celles qui l’ont lié à Roscoe, Grenville, Lord Langdale, le traducteur de Kant Francis Haywood ou Prosper Mérimée. En hommage, les Panizzi Lectures désignent des conférences sur le livre et la bibliographie qui se tiennent chaque année à la British Library.

## Œuvres (non exhaustif)
- An elementary Italian grammar for the use of students in the London University, Londres, 1828
- Éd., Orlando innamorato de Matteo Maria Boiardo et Éd., Orlando Furioso de l’Arioste, avec Essay on the romantic narrative poetry of the Italians, Londres, 1830-1834
- Catalogue of scientific books in the Library of the Royal Society, Londres, 1839
- Bibliographical notices of some early editions of the Orlando innamorato and furioso, Londres, 1831
- Éd., Sonetti e canzone del poeta clarissimo Matteo Maria Boiardo, conte di Scandiano, Milan, 1845
- Éd, Le prime quattro edizioni della Divina Comedia letteralmente ristampate avec (G. J. Warren, Lord Vernon), Londres, 1858
- Chi era Francesco da Bologna ?, Londres, 1858
- La catena di seta : lettere a Giuseppe Levi Minzi (1822-1873), éd. William Spaggiari, Rome, 1998
- Lettere ad Antonio Panizzi di uomini illustri e di amici italiani (1823-1870), éd. L. A. Fagan, 1880.
- Prosper Mérimée, Lettres à M. Panizzi (1850-1870), éd. L. A. Fagan, 1881 [Les réponses de Panizzi à Mérimée ont brûlé pendant la Commune].